# Billy Bletcher

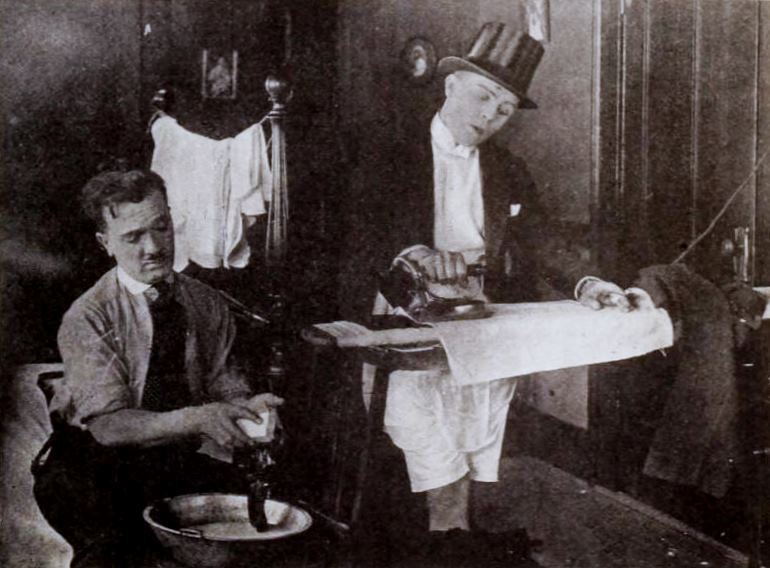
Billy Bletcher (links) neben Bobby Vernon im Kurzfilm Short and Snappy von 1921

William „Billy“ Bletcher (* 24. September 1894 in Lancaster, Pennsylvania; † 5. Januar 1979 in Los Angeles, Kalifornien) war ein US-amerikanischer Schauspieler und Synchronsprecher.

## Leben und Karriere
Bletchers lange und vielfältige Karriere bei Film und später auch Fernsehen umfasst mehr als 500 Film- und Fernsehproduktionen in einem Zeitraum zwischen 1914 und 1973. Er begann seine Karriere beim Film mit Auftritten in Stummfilmkomödien und arbeitete auch gelegentlich als Drehbuchautor. 1925 inszenierte er zwei Filme als Regisseur. Er spielte in Komödien an der Seite von Laurel und Hardy, den Three Stooges, den Kleinen Strolchen, den Marx Brothers, Harold Lloyd und W. C. Fields. Der Komödienproduzent Hal Roach setzte ihn und Billy Gilbert in den Jahren 1933/1934 als Komikerduo Schmaltz Brothers ein, die Kurzfilmreihe wurde aber schon nach kurzer Zeit eingestellt. In der Tonfilmzeit beschränkten sich die Auftritte des nur 1,57 Meter großen, eher schmächtigen Schauspielers vor der Kamera ansonsten häufig nur auf kleine und im Abspann unerwähnte Minirollen.
Mit seiner kräftigen Baritonstimme begann Bletcher ab den 1930er-Jahren regelmäßig Sprechrollen zu übernehmen, vor allem in den Zeichentrickfilmen von Disney. Insbesondere wurde er als Originalstimme von Kater Karlo aus Entenhausen bekannt, dem er von 1934 bis etwa 1960 die Stimme lieh. Auch sprach er den Bösen Wolf in dem berühmten Kurzfilm Die drei kleinen Schweinchen von 1933 und lieh gelegentlich dem Kater Tom in Tom und Jerry seine Stimme. In den Disney-Spielfilmen Dumbo und Dornröschen hatte Bletcher ebenfalls Sprechrollen. Bei dem Filmklassiker Der Zauberer von Oz (1939) synchronisierte auf Wunsch von Metro-Goldwyn-Mayer einige der Munchkins (darunter den Bürgermeister) nachträglich über, da die kleinwüchsigen Darsteller als schwer verständlich galten. Bletcher übernahm auch Rollen in Radiohörspielen und ab etwa 1950 beim Fernsehen. Gegenwärtig spricht Jim Cummings viele seiner Charaktere für Disney.
Billy Bletcher war seit 1915 mit seiner Ehefrau Arline, geb. Roberts (1893–1992) verheiratet, mit der er die Tochter Barbara (1925–2015) hatte. Er starb im Januar 1979 im Alter von 84 Jahren.

## Filmografie (Auswahl)
- 1914: Miss Tomboy and Freckles (Kurzfilm)
- 1917: Who Goes There?
- 1917: Mary Jane’s Pa
- 1922: Turn to the Right
- 1922: Billy Jim
- 1925: The Wild Girl (als Regisseur)
- 1925: The Silent Guardian (als Regisseur)
- 1927: Die Welt in Flammen (The Patent Leather Kid)
- 1928: The Terrible People
- 1930: Showgirl in Hollywood
- 1930: Die Drei von der Feuerwache (Soup to Nuts)
- 1931: Die Marx Brothers auf See (Monkey Business)
- 1931: Sturz in den Abgrund (Branded Men)
- 1931: Laurel und Hardy: In der Wüste (Beau Hunks, Kurzfilm)
- 1932: Frisco-Express führerlos (By Whose Hand?)
- 1932: Ring frei für die Liebe (Flesh)
- 1932: Der Zahnarzt (The Dentist, Kurzfilm)
- 1933: Der verrückte Arzt (The Mad Doctor, Kurzfilm)
- 1933: Sie tat ihm unrecht (She Done Him Wrong)
- 1933: Ye Olden Days (Kurzfilm, Sprechrolle)
- 1933: Laurel und Hardy: Als Mitgiftjäger (Me and My Pal, Kurzfilm, Sprechrolle)
- 1933: Die drei kleinen Schweinchen (Three Little Pigs, Kurzfilm, Sprechrolle)
- 1933: The Barber Shop (Kurzfilm)
- 1933: Laurel und Hardy: The Midnight Patrol (The Midnight Patrol, Kurzfilm, Sprechrolle)
- 1933: Morgenrot des Ruhms (Morning Glory)
- 1934: Der große böse Wolf (The Big Bad Wolf, Kurzfilm, Sprechrolle)
- 1934: Hollywood Party (Sprechrolle)
- 1934: Movie Daze (Kurzfilm)
- 1934: Die gute alte Zeit (The Old Fashioned Way)
- 1934: Harold Lloyd, der Strohmann (The Cat’s-Paw)
- 1934: Laurel und Hardy: Rache ist süß (Babes in Toyland)
- 1935: What, No Men! (Kurzfilm)
- 1935: The Lost City
- 1935: Mickys Autowerkstatt (Mickey’s Service Station, Kurzfilm, Sprechrolle)
- 1935: Die glückliche Hand (The Golden Touch, Kurzfilm, Sprechrolle)
- 1935: Der kleine Räuber (The Robber Kitten, Kurzfilm, Sprechrolle)
- 1935: Wer schoss auf Robin? (Who Killed Cock Robin?, Kurzfilm, Sprechrolle)
- 1935: Man on the Flying Trapeze
- 1935: Pluto vor Gericht (Pluto’s Judgement Day, Kurzfilm, Sprechrolle)
- 1935: Hollywood Kapriolen (Hollywood Capers, Kurzfilm)
- 1936: Im Schützengraben (Boom Boom, Kurzfilm)
- 1936: Die drei kleinen Wölfe (Three Little Wolves, Kurzfilm, Sprechrolle)
- 1936: Wenn andere schlafen... (Early to Bed)
- 1936: I Love to Singa (Kurzfilm, Sprechrolle)
- 1936: Der Satan und die Lady (Satan Met a Lady)
- 1936: Die drei blinden Mausketiere (Three Blind Mouseketeers, Kurzfilm)
- 1937: Schwein bleibt Schwein (Pigs Is Pigs, Kurzfilm, Sprechrolle)
- 1937: Verliebt, verlobt, vergiss es (Porky’s Romance, Kurzfilm, Sprechrolle)
- 1937: Die Wunder der Technik (Modern Inventions, Kurzfilm, Sprechrolle)
- 1937: High, Wide, and Handsome
- 1937: Ich will ein Seemann sein (I Wanna Be a Sailor, Kurzfilm, Sprechrolle)
- 1937: Donalds Strauß (Donald’s Ostrich, Kurzfilm, Sprechrolle)
- 1937: Einsame Geister (Lonesome Ghosts, Kurzfilm, Sprechrolle)
- 1938: Bruder Leichtsinn (Now That Summer is Gone, Kurzfilm, Sprechrolle)
- 1938: Der gejagte Professor (Professor Beware)
- 1938: Sing, sing, sing (Have You Got Any Castles?, Kurzfilm)
- 1938: A Day at the Beach (Kurzfilm)
- 1938: Laurel und Hardy: Die Klotzköpfe (Block-Heads, Sprechrolle)
- 1938: Eine Farm voller Melodien (Farmyard Symphony, Kurzfilm, Sprechrolle)
- 1938: Der Dudel Didel Da Da Do Do (Porky in Wackyland, Kurzfilm, Sprechrolle)
- 1938: Bergfehde (A Feud There Was, Kurzfilm, Sprechrolle)
- 1938: Lockende Ferne (You’re an Education, Kurzfilm, Sprechrolle)
- 1939: Die Hundeausstellung (Society Dog Show, Kurzfilm, Sprechrolle)
- 1939: Donald auf Prominentenjagd (The Autograph Hound, Kurzfilm, Sprechrolle)
- 1939: Der Zauberer von Oz (The Wizard of Oz, Sprechrolle)
- 1939: Nicht schwindeln, Liebling (Dancing Co-Ed, Sprechrolle)
- 1939: Der große Bluff (Destry Rides Again)
- 1939: Zorros Legion reitet wieder (Zorro’s Fighting Legion, Sprechrolle)
- 1940: Der große Edison (Edison, the Man)
- 1940: Hit Parade of 1941
- 1940: Herr Maus auf großer Fahrt (Mr. Mouse Takes a Trip, Kurzfilm, Sprechrolle)
- 1941: Las Vegas Nights (Sprechrolle)
- 1941: Die Gassenkatze (The Alley Cat, Kurzfilm)
- 1941: Meet John Doughboy (undefined, Kurzfilm, Sprechrolle)
- 1941: Dumbo (Sprechrolle)
- 1941: The Thrifty Pig (Kurzfilm, Sprechrolle)
- 1941: Sullivans Reisen (Sullivan’s Travels)
- 1941: Rhythm in the Ranks (Kurzfilm, Sprechrolle)
- 1942: Tom und ich im Training (Dog Trouble, Kurzfilm, Sprechrolle)
- 1942: Schlotterente (Daffy’s Southern Exposure, Kurzfilm, Sprechrolle)
- 1942: Meine Frau, die Hexe (I Married a Witch)
- 1942: Stand by for Action
- 1942: Der Fuehrer’s Face (Kurzfilm, Sprechrolle)
- 1943: The 500 Hats of Bartholomew Cubbins (Kurzfilm)
- 1943: Der Halbe Donald (The Old Army Game, Kurzfilm, Sprechrolle)
- 1943: Gangsterjagd in Brooklyn (Whistling in Brooklyn)
- 1944: Buffalo Bill, der weiße Indianer (Buffalo Bill)
- 1944: Das Gespenst von Canterville (The Canterville Ghost)
- 1944: Hundstage für Tom (The Bodyguard, Kurzfilm, Sprechrolle)
- 1944: So ein Papa (Casanova Brown)
- 1944: Tagebuch einer Frau (Mrs. Parkington)
- 1944: Neues vom Hundeleben (Puttin’ on the Dog, Kurzfilm)
- 1944: Abenteuer im Harem (Lost in a Harem, Sprechrolle)
- 1945: Der Schulschwänzer (The Screwy Truant, Kurzfilm)
- 1945: Eine Broadway Melodie (Mouse in Manhattan, Kurzfilm)
- 1945: Incendiary Blonde
- 1945: Der Weg nach Utopia (Road to Utopia, Sprechrolle)
- 1945: Tom der Nachtwächter (Quiet Please!, Kurzfilm, Sprechrolle)
- 1946: Der Held des Tages (The Kid from Brooklyn)
- 1946: Tom im Liebesrausch (Solid Serenade, Kurzfilm, Sprechrolle)
- 1946: Hier irrte Scotland Yard (The Verdict)
- 1947: Sindbad der Seefahrer (Sinbad the Sailor)
- 1947: Tubby the Tuba (Kurzfilm)
- 1947: Das Doppelleben des Herrn Mitty (The Secret Life of Walter Mitty)
- 1947: Eine Göttin auf Erden (Down to Earth)
- 1947: Pluto singt den Blues (Kurzfilm, Sprechrolle)
- 1947: Der Senator war indiskret (The Senator Was Indiscreet)
- 1948: Der Hase mit dem harten Schlag (Rabbit Punch, Kurzfilm, Sprechrolle)
- 1948: Friede mit Tom (The Truce Hurts, Kurzfilm, Sprechrolle)
- 1949: Die Pechsträhne (Bowery Bugs, Kurzfilm, Sprechrolle)
- 1949: Zur Hölle mit Tom (Heavenly Puss, Kurzfilm, Sprechrolle)
- 1949: Das Abenteuer von Ichabod (The Legend of Sleepy Hollow, Kurzfilm, Sprechrolle)
- 1950: The Lone Ranger (Fernsehserie, 1 Folge)
- 1950: Tom und die Löwennummer (Jerry and the Lion, Kurzfilm)
- 1951: Papa Bär hat’s mächtig schwer (A Bear for Punishment, Kurzfilm, Sprechrolle)
- 1953: Houdini, der König des Varieté (Houdini)
- 1953: Schwere Colts in zarter Hand (Calamity Jane)
- 1954: Chip und Chap im Wilden Westen (The Lone Chipmunks, Kurzfilm, Sprechrolle)
- 1954: Destry räumt auf (Destry)
- 1954–1955: The Red Skelton Show (Fernsehserie, 4 Folgen)
- 1959: Dornröschen (Sleeping Beauty, Sprechrolle)
- 1960: The Real McCoys (Fernsehserie, 1 Folge)
- 1963: Der verrückte Professor (The Nutty Professor)
- 1964: Die Heulboje (The Patsy)
- 1965: Die Welt der Jean Harlow (Harlow)
- 1966: Ein Mann wird gejagt (The Chase)
- 1969: Hello, Dolly!
- 1970: Mini-Max (Get Smart, Fernsehserie, eine Folge)
- 1971: Li'l Abner (Fernsehfilm)
- 1973: Die Jubel Trubel Super Schau (Walt Disney's 50th Anniversary Show, Fernsehfilm, Sprechrolle)
- 2013: Get a Horse! (Kurzfilm, posthume Verwendung seiner Stimme)